# Heen- en Geestvaartpolder
Het waterschap Heen- en Geestvaartpolder was een waterschap in de gemeente 's-Gravenzande, in de Nederlandse provincie Zuid-Holland.
Het waterschap was verantwoordelijk voor de waterhuishouding in de polder.